# Aurel Leon
Aurel Leon (n. 13 septembrie 1911, satul Cogeasca Veche, comuna Lețcani, județul Iași – d. 4 octombrie 1996, Iași) a fost un jurnalist și prozator român.

## Biografie
Aurel Leon s-a născut la data de 13 septembrie 1911 în satul Cogeasca Veche din comuna Lețcani (județul Iași), în familia unui învățător. A urmat școala primară în satul natal, cinci clase la Liceul Internat Costache Negruzzi din Iași (1923-1928) și două clase le pregătește în particular, susținând examenul de bacalaureat la Liceul Național din Iași în anul 1933.
A lucrat timp de 60 de ani ca gazetar. A publicat 11 cărți dintre care amintim: Din pridvor, Umbre, Destinul unui artist: Ștefan Ciubotărașu, Landoul cu blazon, Cărări peste dealuri etc.
A decedat la data de 4 octombrie 1996 în municipiul Iași.

## Cărți publicate
- Din pridvor (Ed. pentru Literatură, 1962)
- Iași 1965 (Ed. Meridiane, 1965)
- Umbre - vol. 1 (Ed. Junimea, 1970)
- Umbre - vol. 2 (Ed. Junimea, 1972)
- Destinul unui artist: Ștefan Ciubotărașu (Ed. Junimea, 1973)
- Umbre - vol. 3 (Ed. Junimea, 1975)
- Umbre - vol. 4 (Ed. Junimea, 1979)
- Landoul cu blazon (Ed. Junimea, 1984)
- Umbre - vol. 5 (Ed. Junimea, 1986)
- Cărări peste dealuri (Ed. Junimea, 1988)
- Umbre - vol. 6 (Ed. Junimea, 1991)